# Roa (Burgos)
Roa é um município da Espanha na província de Burgos, comunidade autónoma de Castela e Leão, de área 127 km² com população de 2372 habitantes (2007) e densidade populacional de 46,64 hab/km².

## Personalidades
- D. Manho Guterres, Senhor medieval de Roa.

## Demografia
| Variação demográfica do município entre 1991 e 2004 | Variação demográfica do município entre 1991 e 2004 | Variação demográfica do município entre 1991 e 2004 | Variação demográfica do município entre 1991 e 2004 |
| --------------------------------------------------- | --------------------------------------------------- | --------------------------------------------------- | --------------------------------------------------- |
| 1991                                                | 1996                                                | 2001                                                | 2004                                                |
| 2375                                                | 2329                                                | 2277                                                | 2272                                                |